# Helena Peričić
Helena Peričić (Zadar, 1961.), hrvatska književnica, sveučilišna profesorica, komparatistica književnosti i teatrologinja.

## Životopis
Osnovnu školu završila je u Zadru gdje je pohađala i osnovnu glazbenu te srednju školu.
Studirala je u Zagrebu na Filozofskom fakultetu gdje je 1985. diplomirala komparativnu književnost te engleski jezik i književnost. Na istome je fakultetu magistrirala 1989. godine. U rodnom je Zadru doktorirala na Filozofskom fakultetu 1997. godine disertacijom na temu Posrednici engleske književnosti u hrvatskoj književnoj kritici u razdoblju od 1914. do 1940. godine (obj. HFD, Zagreb, 2003.).  Pored knjiga (znanstvena izdanja, književnost) objavila je oko dvije stotine bibliografskih jedinica: znanstvenih, stručnih i publicističkih radova.
Književnim se radom bavi još od osnovnoškolskih dana. Piše poeziju, prozu, dramske tekstove.  Autorica je ratnog dnevnika O riđanu, Petru i Pavlu - dnevnički zapisi, članci, pisma... 1991. – 1998., objavljenog prvi put 2006. u kojem iznosi iskustva žene intelektualke u Domovinskom ratu. Knjiga je objavljena 2010. i u Velikoj Britaniji u dvojezičnom (englesko-hrvatskom) izdanju.
Tijekom Domovinskog rata u Zadru bila je jednom od pokretačica, a kasnije jednom od urednica časopisa za književnost i umjetnost Glasje. Uz to je u jeku intenzivnih ratnih napada na Zadar 1993. bila urednicom, voditeljicom te autoricom priloga za noćnu radio-emisiju o kulturi i književnosti pod nazivom Usprkos na zadarskoj postaji Donat FM. Sljedeće je godine zajedno sa skupinom studenata utemeljila Studentski književni klub na tadašnjem Filozofskom fakultetu u Zadru. Tom je Klubu bila mentoricom tijekom njegova trajanja u razdoblju od desetak godina. Godine 1995. objavila je svoju zbirku lirskih i proznih zapisa Pogledi (nešto kao ... nametljivi zapisi). Iste, 1995. godine, studenti/ce te glumci Kazališta lutaka u Zadru prikazali su scenski kolaž Kolega, rat predugo traje... koji je H. Peričić napisala dramatizirajući vlastite tekstove koji su bili izišli u zadarskom Narodnom listu, čitani na radiju i nastali tijekom Domovinskog rata. U svojim književnim tekstovima vrlo često tematizira sudbinu žene u ratu; primjer su za to društveno-psihološke drame "Izgaranje", "Izići na svjetlo", "Soror Mea", "Magdalena Francisca Illyrica", nastale tijekom Domovinskoga rata, te monodrama prema motivima iz Sofoklove "Antigone" - "Cvita, vitica, tica... (ili moja dva brata i ja)" koja je objavljena u časopisu Forum (Zagreb) 2012. (br. 10-12).
Helena Peričić je od 2016. redovita profesorica u trajnom zvanju. Zaposlena je od 1991. na Sveučilištu u Zadru (nekad: Filozofski fakultet u Zadru) i to na Odjelu za kroatistiku (bivši Odsjek za hrvatski jezik i književnost). Gostovala je na brojnim sveučilištima u Hrvatskoj i u inozemstvu. Godine 2002. na Karlovu sveučilištu u Pragu bila je lektorica; predavala je u Splitu (2002. – 2006.),  Zagrebu, Puli te (ponovno) u Pragu  (2004.), Amsterdamu, Celovcu/Klagenfurtu, New Yorku, Udinama i Trstu, Varšavi, Poznanju, Grazu i dr. Sudjelovala je na brojnim domaćim i stranim međunarodnim znanstvenim skupovima i konferencijama.  Bila je voditeljicom poslijedipl. studija književnosti zadarskoga sveučilišta. Niz godina predaje i na poslijediplomskom doktorskom studiju za književnost, film, izvedbenu umjetnost i kulturu na Odsjeku za komparativnu književnosti Filozofskoga fakulteta u Zagrebu.
U prvoj fazi svoga komparatističkog istraživanja (1990-ih godina) bavila se prvenstveno ulogom domaćih posrednika britanske književnosti na engleskom jeziku koji su zaslužni za njezino uvođenje, tj. recepciju u hrvatski kulturni prostor, poglavito kroz književnokritičko posredovanje. Kasnije se H. Peričić počinje baviti raznim oblicima i manifestacijama utjecaja stranih autora odnosno tzv. svjetske književnosti na domaće književno, posebice dramsko stvaralaštvo stavljajući težište na tematološke, mitološke i intertekstualne dodire razvidne u raznim autorskim opusima i pojedinačnim djelima.
Ističe se po tome što je akademski vrednovala hrvatske autore koje se desetljećima prešućivalo ili (namjerno) zapostavljalo: Josip Horvat, Vinko Krišković, Ivo Hergešić, Josip Torbarina, Vladimir Dvorniković, Ilija M. Petrović, Ljubomir Maraković,  Kalman Mesarić, Tonči Petrasov Marović, Toma Bebić, Simo Mraović, Vladan Desnica, Ivo Brešan i drugi. Posljednjih godina istražuje ponajviše književnokomparatističke i svjetonazorske aspekte hrvatske drame druge polovice 20. st. (Marijan Matković, Miroslav Krleža, Ivan Slamnig, Antun Šoljan, Luko Paljetak, T(onči) P(etrasov) Marović, Ivo Brešan, Miro Gavran i dr.). Posebice iskazuje zanimanje za mehanizme intelektualne odnosno književnostvaralačke pobune protiv ideoloških i drugih oblika društvene i političke represije u Hrvatskoj (nekad sastavnoga dijela SFRJ) u drugoj polovici 20. st. (mahom u drami od 1950-ih do 1980-ih). Međutim, svoje je istraživanje nerijetko posvećivala pjesničkim opusima poput onog Jakše Fiamenga,  Vesne Krmpotić, Vladana Desnice, Tome Bebića, Sime Mraovića te zadarske pjesnikinje Helene Roguljić. 
Paralelno s njezinim akademskim radom i istraživanjem teče i književno stvaralaštvo Helene Peričić. 
Godine 2011. bila je kandidatkinjom za intendanticu splitskog Hrvatskog narodnog kazališta.
Tekstove je objavila u raznim zadarskim i zagrebačkim listovima i časopisima:  Glasje, Fokusu, Narodnom listu (tijekom Domovinskog rata u tom je tjedniku objavljivala kolumnu pod pseudonimom "Jele"), Vijencu, Zarezu i inim znanstveno-stručnim časopisima poput Književne smotre, Republike, Croatice, Foruma i dr. Surađivala je na Trećem programu Hrvatskoga radija.
Članica je Hrvatskog društva pisaca, Hrvatskog društva kazališnih kritičara i teatrologa, Hrvatskog centra UNIMA (Union Internationale de la Marionnette), Hrvatskog društva za anglističke studije (HDAS), Književnog kruga u Splitu,  Hrvatskog centra P.E.N.-a i Hrvatskog centra ITI-UNESCO. 
Dobitnica je Nagrade Zadarske županije za 2010. g. zbog postignuća u književnosti i predstavljanju hrvatske književnosti i kulture u inozemstvu.
Inicijatorica je "Međunarodnoga znanstvenog skupa o djelu Ive Brešana: tekst i kontekst - Prvi Brešanov svibanj" održanoga 18. i 19. svibnja 2018. na Sveučilištu u Zadru. Ujedno je predsjednicom njegova Organizacijskog i programskog odbora.
Jedna je od prvih hrvatskih književnica kojima su djela prevedena na engleski. Prvo joj je prevedena pjesma u dublinskom književnom časopisu ("So What", in: A SHOp - Magazine of Poetry, Dublin, Ireland, 2008, issue no. 26, 18-19), a 2010. je objavljena njezina knjiga dnevničkih zapisa i publicistike u engleskom prijevodu On the Red Horse, Peter and Paul... (Cambridge Scholars Publishing, Newcastle upon Tyne,  UK, 2010; translated by Petra Sapun and proofread by Nick Saywell), a 2012. engleski prijevod njezine zbirke priča Domnana i bijele ovce (Domnana and the white Sheep). Njezina priča "Carmen, Natasja, Pelerina" (1995.) uvrštena je u antologiju Svaka priča na svoj način T. Sabljaka (Zagreb, 2006.) a dnevnik O riđanu, Petru i Pavlu u antologiju autobiografske proze V. Brešića Iz prve ruke - nove autobiografije hrvatskih pisaca, knj. 3 (Zagreb, 2015.). Kratke priče H. Peričić vezane za grad Trogir objavljene su u ediciji natječaja za kratku priču Priča se (p)o gradu (Gradska knjižnica Trogir, Trogir, 2015. i 2018.). Priča "Mili moj putniče iz Dalmacije" na IV. je natječaju bila prvonagrađena.

## Djela
- Izići na svjetlo /dramski tekstovi/ ("Magdalena Francisca Illyrica" - lutkarski komad,"Soror Mea", "Izići na svjetlo" i "Izgaranje ili Ratni profiteri"), Zadar, Gradska knjižnica Zadar, 1994./pogovori: Sanja Nikčević i Zvjezdana Rados/
- Pogledi (nešto kao ... nametljivi zapisi) /lirski zapisi u stihu i prozi/, Zadar, 1995.
- Izbor iz djela / Dimitrija Demeter, priredila i odabrane tekstove prilagodila Helena Peričić, Vinkovci, Privlačica, 1999.
- Posrednici engleske književnosti u hrvatskoj književnoj kritici (1914. – 1940.), Zagreb, HFD,  2003.
- U potrazi za Weimarom, (komparatističke studije), Zagreb, Meandar, 2006.
- Domnana i bijele ovce (priče o skr/u/šenosti), zbirka kratkih priča[1] Zagreb, DHK,  2007.
- Tekst, izvedba, odjek (trinaest studija iz hrvatske i inozemne dramske književnosti), Zagreb, Erasmus Naklada, 2008.
- O riđanu, Petru i Pavlu - dnevnički zapisi, članci, pisma... 1991. – 1998.” , Zagreb, HKZ,  2006.
- On the Red Horse, Peter and Paul: Diary Entries, Articles, Letters 1991-1998 – A Small Book about a Big War, /englesko/hrvatsko izdanje/, translated by Petra Sapun and proofread by Nick Saywell, Newcastle upon Tyne, UK, Cambridge Scholars Publishing,  2010[1]
- Deset drskih studija (o književnim pitanjima, pojavnostima i sudbinama), Split, Naklada Bošković, 2011.
- Domnana and the White Sheep (Stories about Conrtition/Prostration, transl. by P. Sapun, New York/London, Raider Publishing International, 2012
- 60 godina zadarskoga Odsjeka za hrvatski jezi i književnost - Prigodni prilozi /Sixty Years of the Department of Croatian Studies, University of Zadar/, uredila Helena Peričić, Sveučilište u Zadru, 2017.
- Prvi Brešanov svibanj /Međunarodni znanstveni skup o djelu Ive Brešana: tekst i kontekst, 18. – 19. svibnja 2018./, knjižica sažetaka, ur. Organizacijski i programski odbor Skupa (Helena Peričić, predsjednica,  et al.),  Zadar, 2018.

## Vanjske poveznice
- https://kroatistika.unizd.hr/nastavnici/helena-pericic  (SADRŽI AŽURIRANE POPISE RADOVA, KNJIGA,  PUBLICISTIKE, GOSTOVANJA, PREDAVANJA itd.)
- https://helena-pericic.com   (NEAŽURIRANO)
- https://kroatistika.unizd.hr/Portals/8/Objavljeni%20znanstveni%20radovi%2029%2011%2024%20H%20Pericic%20B.pdf
- https://kroatistika.unizd.hr/Portals/8/PUBLISHED%20BOOKS%20H_%20PERICIC.pdf
- Detalji znanstvenika  Arhivirana inačica izvorne stranice od 4. ožujka 2016. (Wayback Machine) Helena Peričić
- [[neaktivna poveznica]  / Ivan J. Bošković, „Uzorna dramska historiografija“, Vijenac, Zagreb, br. 400 (2. srpnja 2009.) (O knjizi Helene Peričić: Tekst, izvedba, odjek /trinaest studija iz hrvatske i inozemne dramske književnosti/, Erasmus Naklada, Zagreb, 2008.)/
- Braniteljski portal  Arhivirana inačica izvorne stranice od 19. listopada 2011. (Wayback Machine) Helena Peričić: Helena Peričić: Kad pišem ili pišem iskreno i do kraja, ili uopće ne pišem (iz Zadarskog lista)

http://www.zadarskilist.hr/clanci/07122011/hrabar-pokusaj-revalorizacije-nekih-knjizevnopovijesnih-pitanja
- Verbum Helena Peričić gostovala na "Večeri u knjižari" 30. ožujka u knjižari Verbum u Zadru
- [http://www.c-s-p.org/flyers/On-the-Red-Horse--Peter-and-Paul-A-Small-Book-about-a-Big-War--Diary-entries--Articles--Letters--1991-4438-1766-X.htm  Arhivirana inačica izvorne stranice od 10. lipnja 2010. (Wayback Machine)
- [http://www.glas-koncila.hr/index.php?option=com_php&Itemid=41&news_ID=18847
- [[neaktivna poveznica]
- [http://www.unizd.hr/Portals/8/dokumenti/bresan_brosura_za%20web.pdf  (Knjižica sažetaka sa skupa "Prvi Brešanov svibanj", Sveučilište u Zadru, Zadar, 18. – 19. svibnja 2018.)
- [http://www.matica.hr/vijenac/633/drama-kao-zivot-27965/  Arhivirana inačica izvorne stranice od 25. veljače 2019. (Wayback Machine) ("Prvi Brešanov svibanj" - Međunarodni znanstveni skup o djelu Ive Brešana: tekst i kontekst, Sveučilište u Zadru, Zadar, 18. – 19. svibnja 2018.)
- [https://www.vecernji.hr/kultura/blokirana-1301275  (H. Peričić, "Blokirana", kratka novinska priča, /natječaj za kratku priču "Ranko Marinković"/, Večernji list, Zagreb, 16. veljače 2019.)
  - https://www.matica.hr/vijenac/714%20-%20716/njegovi-najbolji-prijatelji-31994/  Kratka proza
- https://hrvatskodrustvopisaca.hr/sites/default/files/2024-11/republika_7-12-2024_web.pdf Kratka proza "Ćaskanja u kabinetu", str. 103-110-